# Les Rouges-Eaux
 Les Rouges-Eaux  es una población y comuna francesa, en la región de Lorena, departamento de Vosgos, en el distrito de Saint-Dié-des-Vosges y cantón de Brouvelieures.

## Demografía
| 139 | 125 | 96 | 99 | 80 | 71 |
| Para los censos de 1962 a 1999 la población legal corresponde a la población sin duplicidades (Fuente: INSEE [Consultar]) |     |    |    |    |    |